# АСФА Єнненга
Ассосіасьйон Спортів дю Фасо-Єнненга або просто «АСФА Єнненга» (фр. Association Sportive du Faso-Yennenga) — професіональний футбольний клуб з Буркіна-Фасо, який представляє місто Уагадугу. Домашні матчі проводить на стадіоні «4 серпня».

## Історія
Заснований 1947 року під назвою «Чарльз Лванга» католицьким священником Амбруазом Удераого. Назва команда обрана на знак пам'ячі про угандійського мученика Карла Лвангу. Після Чарльза Лванга наступною офіційною назвою клубу став «Модель Спорт» (Уагадугу), тому команда переїхала до Бобо-Діуласо, економічно важливого міста на заході Верхньої Вольти. У 1958 році об'єднався з «Расинг Клуб», заснованим Раулем Габріелем Траоре, щоб сформувати клуб «Жанну д'Арк». У квітні 1960 року в першому матчі збірної Верхньої Вольти проти Мадагаскару в складі були чотири гравці команди: Фуссені Траоре, Амаду Бамба, Еммануель Уедраого та Зінгуді Каборе. За пропозицією тодішнього президента Тітінга Пасере, клуб перейменований у «Єннанга», на честь легендарної принцеси Мосі Єннанга, й отримав свою сучасну назву в 1988 році.
З 2002 по 2004 рік «АСФА Єннанга» тричі поспіль вигравала національний чемпіонат, а з 2009 по 2012 рік — чотири рази поспіль. Найбільший міжнародний успіх досяг став вихід у чвертьфінал Кубку володарів кубків КАФ 1991. У 2004 році у поєдинку другого туру Ліги чемпіонів КАФ проти «Аякса» (Кейптаун) АСФА не вдалося виграти в серії післяматчевих пенальті. В решті 11-ти розіграшах Ліги чемпіонів клуб поступався в першому раунді вище вказаного турніру.

## Досягнення
- Прем'єр-ліга (Буркіна-Фасо)
  -  Чемпіон (13): 1973, 1989, 1995, 1999, 2002, 2003, 2004, 2006, 2009, 2010, 2011, 2012, 2013

- Кубок Буркіна-Фасо
  -  Володар (3): 1991, 2009, 2013

- Суперкубок Буркіна-Фасо
  -  Володар (2): 2001/02, 2008/09

- Західноафриканський клубний чемпіонат
  -  Володар (1): 1999

## Статистика виступів у континентальних турнірах
| Сезон | Турнір                       | Раунд      | Клуб             | Вдома | На виїзді | Загалом        |
| ----- | ---------------------------- | ---------- | ---------------- | ----- | --------- | -------------- |
| 1973  | Кубок африканських чемпіонів | 1          | «Майті Джетс»    | 1-2   | 1-0       | 2-2 (в.г.)     |
| 1990  | Кубок африканських чемпіонів | Попередній | АСКО Кара        | 0-1   | 0-2       | 0-3            |
| 1991  | Кубок володарів кубків       | 1          | Асанте Котоко    | 1-0   | 0-1       | 1-1 (3-2 пен.) |
| 1991  | Кубок володарів кубків       | 2          | «Ла-Марса»       | 3-1   | 0-1       | 3-2            |
| 1991  | Кубок володарів кубків       | 1/4 фіналу | Пауер Дайнамос   | 1-1   | 0-0       | 1-1 (в.г.)     |
| 1992  | Кубок володарів кубків       | 1          | УСМ (Лібревілль) | 0-0   | 0-2       | 0-2            |
| 1993  | Кубок КАФ                    | 1          | Зумунта          | 0-2   | 1-1       | 1-3            |
| 1996  | Кубок африканських чемпіонів | 1          | Ашанті Голд      | 1-1   | 1-4       | 2-5            |
| 1998  | Кубок КАФ                    | 1          | Джаспер Юнайтед  | 2-2   | 0-0       | 2-2 (в.г.)     |
| 2000  | Ліга чемпіонів КАФ           | 1          | Джоліба          | 2-2   | 1-1       | 3-3 (в.г.)     |
| 2002  | Кубок КАФ                    | 1          | АСК Ндіамбур     | 1-1   | 0-0       | 1-1 (в.г.)     |
| 2003  | Ліга чемпіонів КАФ           | 1          | АСК Жанна д'Арк  | 1-0   | 0-2       | 1-2            |
| 2004  | Ліга чемпіонів КАФ           | Попередній | Джуліус Бергер   | 3-2   | 0-0       | 3-2            |
| 2004  | Ліга чемпіонів КАФ           | 1          | УСМ Алжир        | 2-2   | 1-8       | 3-10           |
| 2005  | Ліга чемпіонів КАФ           | Попередній | ТП Мазембе       | 2-0   | 0-2       | 2-2 (5-4 пен)  |
| 2005  | Ліга чемпіонів КАФ           | 1          | Аякс (Кейптаун)  | 1-0   | 0-1       | 1-1 (3-5 пен)  |
| 2007  | Ліга чемпіонів КАФ           | Попередній | Насавара Юнайтед | 1-1   | 0-2       | 1-3            |
| 2010  | Ліга чемпіонів КАФ           | Попередній | Стад Манджи      | 4-1   | 2-0       | 6-1            |
| 2010  | Ліга чемпіонів КАФ           | 1          | Есперанс         | 1-4   | 1-3       | 2-7            |
| 2011  | Ліга чемпіонів КАФ           | Попередній | Фелло Стар       | 3-0   | 1-1       | 4-1            |
| 2011  | Ліга чемпіонів КАФ           | 1          | ЕС Сетіф         | 0-2   | 3-4       | 3-6            |
| 2012  | Ліга чемпіонів КАФ           | Попередній | АСО Шлеф         | 0-0   | 1-4       | 1-4            |
| 2013  | Ліга чемпіонів КАФ           | Попередній | АСПАК            | 1-1   | 1-1       | 2-2 (5-4 пен)  |
| 2013  | Ліга чемпіонів КАФ           | 1          | ЕС Сетіф         | 2-1   | 2-4       | 4-5            |
| 2014  | Ліга чемпіонів КАФ           | Попередній | Діамбарс         | 1-0   | 0-1       | 1-1 (4-2 пен)  |
| 2014  | Ліга чемпіонів КАФ           | 1          | ЕС Сетіф         | 0-0   | 0-5       | 0-5            |

## Відомі гравці
- Сиріл Баяла
- Ібрагім Гнану
- Флоран Руамба
- Саїду Панандетігірі

## Відомі тренери
- Гільєльмо Арена
- Дан Ангелеску (2006–07)
- Шейх Умар Коне (2009–14)
- Мішель Кігома